# ウィリアム・プロビー (第5代カリスフォート伯爵)

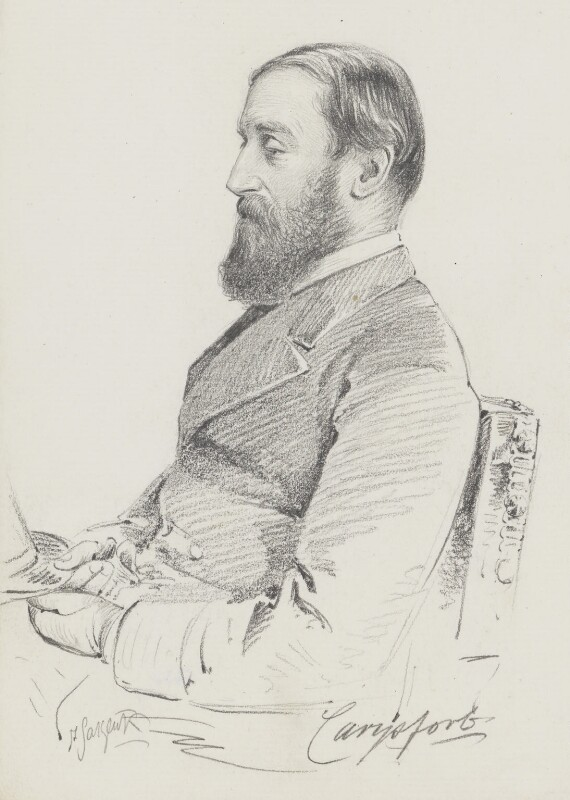
フレデリック・サージェント（Frederick Sargent）による第5代カリスフォート伯爵の肖像素描、1870年代/1880年代。

第5代カリスフォート伯爵ウィリアム・プロビー（英語: William Proby, 5th Earl of Carysfort KP、1836年1月18日 – 1909年9月4日）は、アイルランド貴族。1890年から1909年までウィックロー統監を務めた。

## 生涯
第3代カリスフォート伯爵グランヴィル・ルーソン・プロビーとイザベラ・ハワード（Isabella Howard、1836年1月22日没、ヒュー・ハワード閣下の娘）の息子として、1836年1月18日にウィックロー県グレナート（Glenart）で生まれた。イートン・カレッジで教育を受けた後、1855年10月13日にケンブリッジ大学トリニティ・カレッジに入学、1858年にのB.A.の学位を、1859年にM.A.の学位を修得した。
1860年4月11日、シャーロット・メアリー・ヒースコート（Charlotte Mary Heathcote、1830年頃 – 1918年1月13日、ロバート・ブースビー・ヒースコートの娘）と結婚した。
1866年にウィックロー県長官を務め、1872年5月18日に兄グランヴィル・ルーソンが死去するとカリスフォート伯爵位を継承した。1874年8月31日、聖パトリック勲章を授与された。政界でははじめ自由党に属したが、	1886年に自由党から分裂した自由統一党に加入、1890年以降は保守党に所属した。
1883年時点でハンティンドンシャーに3,972エーカーの、ノーサンプトンシャーに2,270エーカーの土地を所有し、これらの土地から年11,050ポンドの収入を得た。アイルランドではウィックロー県に16,674エーカーの、キルデア県に1,748エーカーの、ダブリン県に1,250エーカーの土地を所有し、これらの土地から年20,025ポンドの収入を得た。
1890年7月25日から1909年9月4日までウィックロー統監を務めた。
1909年9月4日にストーク・ポージェスのクリーヴハースト（Clevehurst）で死去、9日にケンブリッジシャーのエルトン（1909年当時はハンティンドンシャーに属する）で埋葬された。後継者がおらず、爵位は全て廃絶した。